# Farma wiatrowa Żeńsko
Farma wiatrowa Żeńsko – zespół elektrowni wiatrowych o mocy 7,5 MW zlokalizowany w gminie Krzęcin w województwie zachodniopomorskim.
Farma składa się z trzech turbin wiatrowych GE 2.5-100 firmy GE o mocy znamionowej 2,5 MW. Oficjalne otwarcie farmy odbyło się 7 października 2011 roku. Właściciel inwestycji jest spółka KSM Energia Sp. z o.o., natomiast większościowym udziałowcem firma Renpro Sp. z o.o. Całkowita kwota inwestycji projektu wyniosła około 38 milionów zł, w tym 11 milionów zł stanowiło dofinansowanie ze środków Programu Operacyjnego Infrastruktura i Środowisko.